# Cape Palliser
Cape Palliser, in der Sprache der Māori Matakitakiakupe genannt, ist ein Kap an dem südlichsten Punkt der Nordinsel von Neuseeland.

## Namensherkunft
Cape Palliser wurde von dem britischen Seefahrer und Entdecker, Kapitän James Cook, auf seiner ersten Südseereise (1768–1771) nach seinem Protegé Hugh Palliser benannt.

## Geographie
Cape Palliser befindet sich im South Wairarapa District der Region Wellington, am südlichen Ausläufer der Aorangi Range, rund 50 km südöstlich von Wellington. Das Kap besteht aus einem Bergrücken, der sich an dem südlichsten Punkt der Nordinsel zur Küstenlinie vorschiebt.
Westlich des Kaps erstreckt sich zwischen Cape Palliser im Nordosten und Cape Campbell im Südwesten auf der Südinsel Neuseelands die Cook Strait in Richtung Nordwesten und in südliche und östliche Richtung eröffnet sich der Pazifische Ozean.
Zu erreichen ist das Kap über die Cape Palliser Road, einer Küstenstraße entlang der Palliser Bay, die östlich von Lake Onoke von der von Martinborough kommenden Lake Ferry Road nach Osten abzweigt.

## Cape Palliser Lighthouse
Auf einem kleinen 58 m hohen Vorsprung des Kaps befindet sich das 1897 in Betrieb genommene Cape Palliser Lighthouse, ein 18 m hoher Leuchtturm, der sein Licht 48 km in die Ferne leuchten lässt. Zu erreichen ist der Turm über 258 Stufen von der Küstenstraße aus.

## Putangirua Pinnacles

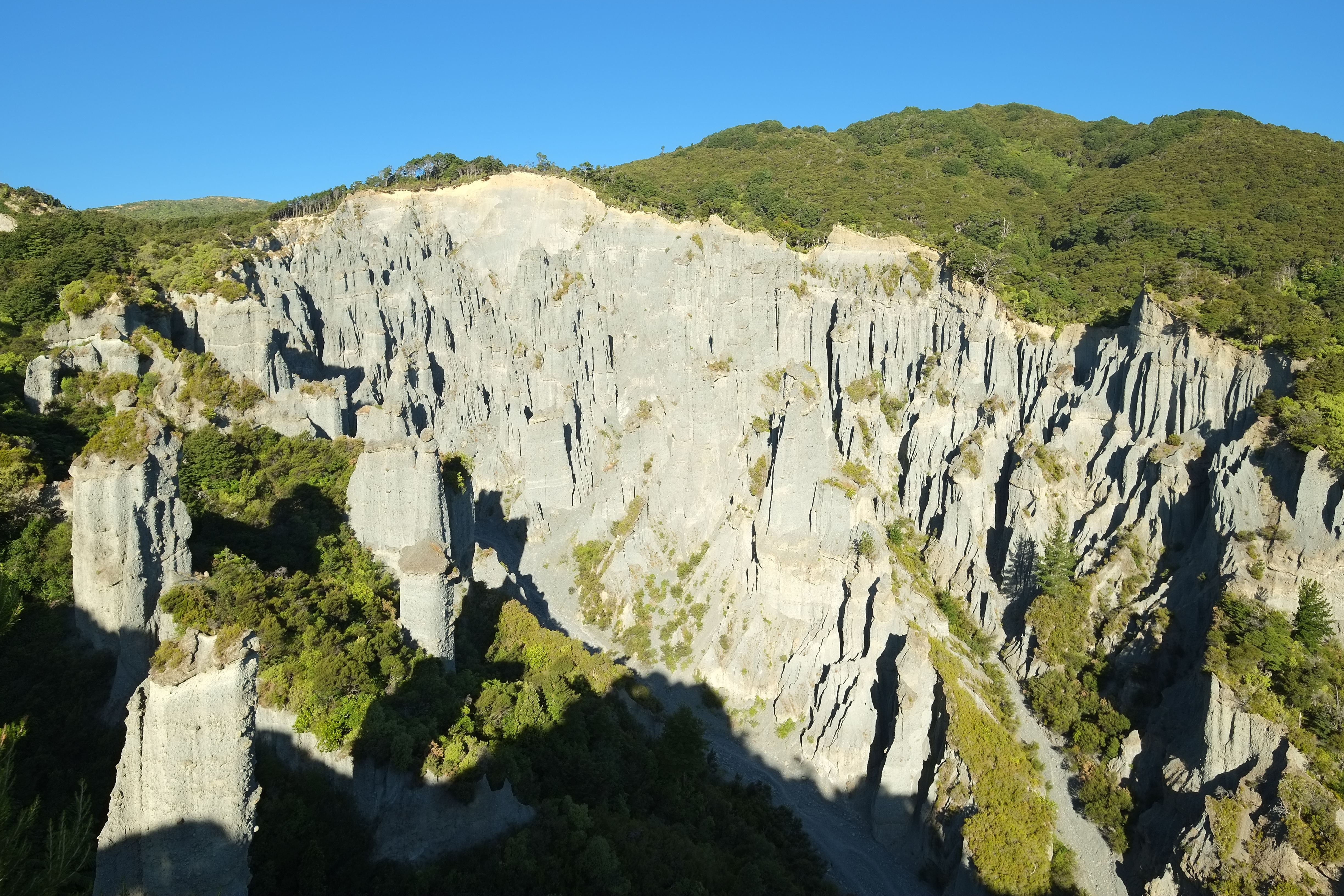
Pinnacles

19 km nördlich von Cape Palliser, auf dem Weg zum Kap zu erreichen, befinden sich in einem Seitental, rund 2 km von der Küste entfernt die als Putangirua Pinnacles bezeichneten säulenartigen Steinformationen. Mit geschätztem Alter von 200.000 Jahren sind die geologischen Formationen ein begehrtes Wanderausflugsziel und waren unter anderem Drehort für einige Szenen in der Trilogie des Films von Peter Jackson, Der Herr der Ringe.

## Flora und Fauna
Am Kap befindet sich eine der größten Kolonien des Neuseeländischen Seebären auf der Nordinsel. Sie sind in Neuseeland unter dem Namen fur seal bekannt.